# Nicole Fessel
Nicole Fessel (Annweiler am Trifels, 19 de marzo de 1983) es una deportista alemana que compitió en esquí de fondo. 
Participó en cuatro Juegos Olímpicos de Invierno, entre los años 2006 y 2018, obteniendo una medalla de bronce en Sochi 2014, en la prueba de relevo (junto con Stefanie Böhler, Claudia Nystad y Denise Herrmann).

## Palmarés internacional
| Juegos Olímpicos | Juegos Olímpicos | Juegos Olímpicos  | Juegos Olímpicos |
| Año              | Lugar            | Medalla           | Prueba           |
| ---------------- | ---------------- | ----------------- | ---------------- |
| 2014             | Sochi (Rusia)    | Medalla de bronce | Relevo 4 × 5 km  |